# William Galbraith
William Galbraith (Estados Unidos, 15 de septiembre de 1906-9 de agosto de 1994) fue un gimnasta artístico estadounidense, subcampeón olímpico en Los Ángeles 1932 en la prueba de escalada de cuerda.

## Carrera deportiva
En las Olimpiadas de Los Ángeles 1932 ganó la medalla de plata en la prueba de la escalada de cuerda, quedando situado en el podio tras su compatriota Raymond Bass y por delante de otro estadounidense Thomas Connolly.